# Oleșești, Buzău
Oleșești este un sat în comuna Pârscov din județul Buzău, Muntenia, România. Se află în zona Subcarpaților de Curbură, în valea Buzăului, pe malul stâng al râului.
În anul 2011, satul mai avea doar 9 locuitori, dintre care, cel mai tânăr, avea vârsta de 58 de ani.
De 40 de ani nu s-a mai născut niciun copil în Oleșești.